# Conostegia
Genre
Conostegia est un genre  de plantes de la famille des Melastomataceae originaire d'Amérique Centrale.
Selon Plants of the World Online, c'est un synonyme de Miconia.

## Étymologie
Le nom Conostegia vient du grec « κώνος » (cône)  et « στέγη » (toit). La désignation fait référence à la conception du calice.

## Liste des espèces
Selon Tropicos, consulté le=21 Avril 2020.
- Conostegia apiculata
- Conostegia arborea
- Conostegia attenuata
- Conostegia balbisiana
- Conostegia bigibbosa
- Conostegia bracteata
- Conostegia brenesii
- Conostegia caelestis
- Conostegia centronioides
- Conostegia chiriquensis
- Conostegia cinnamomea
- Conostegia cuatrecasii
- Conostegia dentata
- Conostegia extinctoria
- Conostegia hirtella
- Conostegia icosandra
- Conostegia inusitata
- Conostegia jaliscana
- Conostegia lasiopoda
- Conostegia lindenii
- Conostegia macrantha
- Conostegia micrantha
- Conostegia montana
- Conostegia monteleagreana
- Conostegia muriculata
- Conostegia myriasporoides
- Conostegia oerstediana
- Conostegia pittieri
- Conostegia plumosa
- Conostegia polyandra
- Conostegia procera
- Conostegia pyxidata
- Conostegia rhodopetala
- Conostegia rubiginosa
- Conostegia rufescens
- Conostegia setifera
- Conostegia setosa
- Conostegia speciosa
- Conostegia subcrustulata
- Conostegia superba
- Conostegia tenuifolia
- Conostegia volcanalis
- Conostegia xalapensis

## Description
Les Conostegia sont des arbustes ou des petits arbres. La plus grande espèce du genre Conostegia volcanalis, peut atteindre 20 m.